# Société du carburateur Zénith
La Société du carburateur Zénith est une entreprise française, équipementier automobile et aéronautique spécialisé dans la construction de carburateurs, créée à Lyon en 1909 par le constructeur automobile Rochet-Schneider, et rachetée en 1970 par la société allemande DVG. 
Créée pour exploiter les brevets de François Baverey concernant le système de gicleur compensateur, la société du carburateur Zénith connaît une croissance économique rapide au début du XXe siècle, lui permettant la construction d’une grande usine dans le 3e arrondissement de Lyon, et la création de filiales dans les principaux pays producteurs d’automobiles. Très présente sous les capots des automobiles des principaux constructeurs français et étrangers tout au long du siècle, l’entreprise est finalement rachetée par son ancien licencié allemand, et la marque disparaît en même temps que le carburateur est remplacé par l’injection dans les moteurs à allumage commandé.

## Historique

### Origines
François Baverey, fils d’un industriel textile d’Irigny et né en 1873, se porte acquéreur en 1903 d’une automobile de marque Lorraine-Dietrich. Constatant rapidement que le moteur de celle-ci a des ratés, il découvre que ceux-ci sont dus à l’imperfection du carburateur d’origine, qui n’adapte pas le mélange air-essence au régime du moteur : il débite trop d’essence à haut régime, et pas assez à bas régime. Bien qu’il ne soit pas ingénieur de formation, François Baverey est doué en mathématiques et en physique, et passionné de sciences, ce qui lui permet de s’atteler, dès 1905, à la réalisation d’un carburateur automatique doté de deux gicleurs, dont l’un, dit « compensateur », permet de maintenir le mélange constant quel que soit le régime du moteur. Il le fait breveter le 30 juin 1906 en France, et peu après à l’étranger, notamment au Royaume-Uni, aux États-Unis, en Allemagne et en Italie. Étant passionné d’astronomie, il décide en 1907 de baptiser son carburateur « Zénith »,.
François Baverey connaissant bien Édouard Rochet, directeur du constructeur automobile Rochet-Schneider, celui-ci lui ouvre dès l’été 1906 les portes de ses ateliers et laboratoires, situés chemin Feuillat à Monplaisir, dans le 3e arrondissement de Lyon. Dès septembre de la même année, l’entreprise et l’inventeur concluent un accord selon lequel François Baverey cède ses brevets à Rochet-Schneider, et s’engage à le faire profiter des développements ultérieurs qu’il pourrait apporter à son invention. En contrepartie, l’entreprise le rémunérera pour chaque carburateur monté sur une de ses automobiles, et lui reversera également 40 % des droits de licence perçus en France et à l’étranger. La production des carburateurs Zénith commence dès 1907 dans les usines Rochet-Schneider, et équipe la totalité des modèles de la marque dès 1908, rapidement imité par un autre constructeur lyonnais, Cottin & Desgouttes, en 1909,.

### 1909: la création de la société

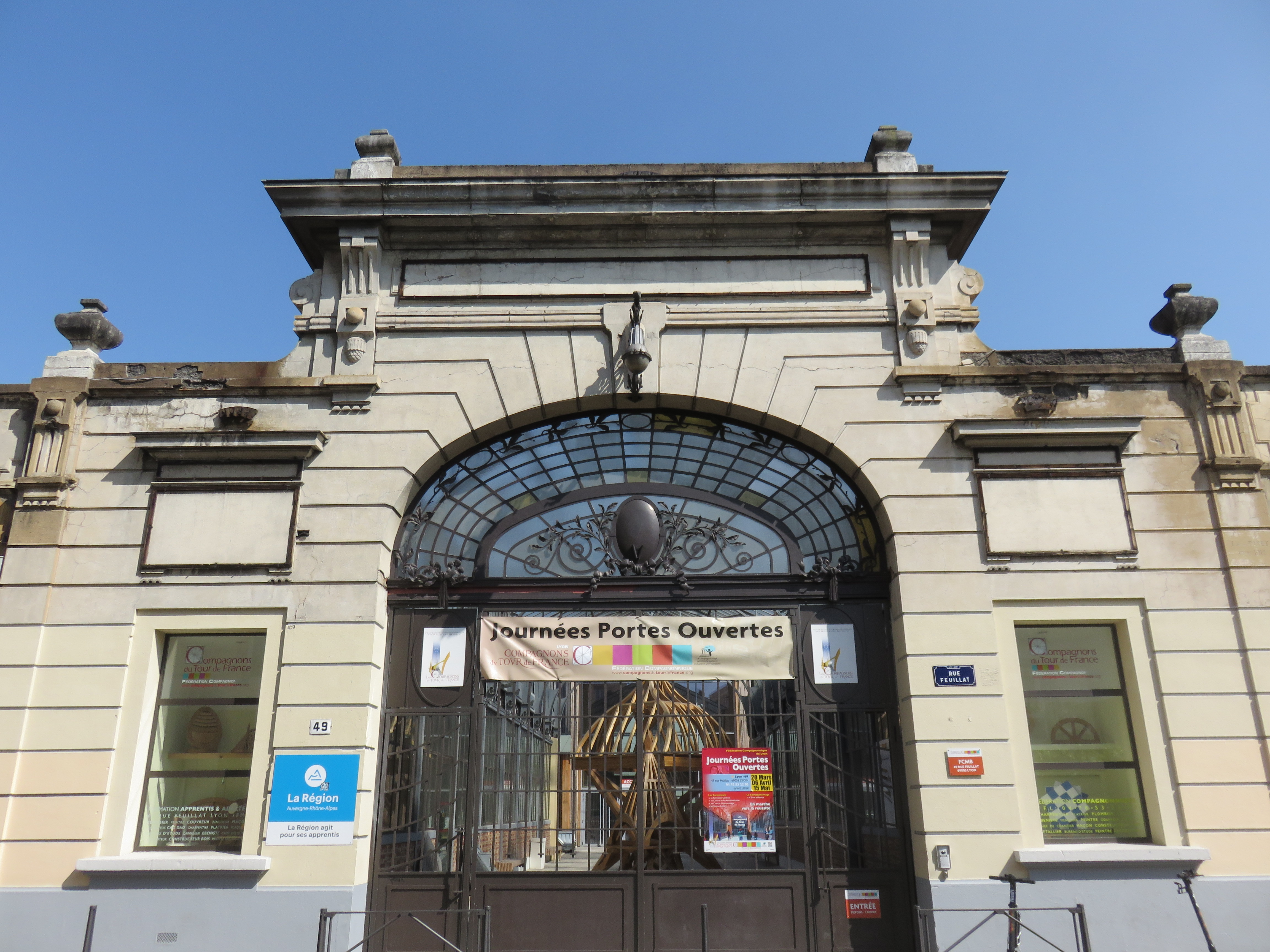
Portail de l’usine de la Société du Carburateur Zénith, chemin Feuillat à Lyon (ici en 2019).

Les carburateurs Zénith connaissent le succès, puisque 2 740 exemplaires sont produits sur la période 1907-1908, et que des licences de production ont été vendues, outre Cottin & Desgouttes, à De Dion-Bouton et Peugeot. Aussi est-il décidé en juillet 1909 de lancer une société anonyme, baptisée « Société du Carburateur Zénith ». Dotée d’un capital en actions de 50 000 francs, dont 44 000 appartiennent à Rochet-Schneider, la société est dirigée par Amédée Boulade, François Baverey étant nommé ingénieur-conseil. Le constructeur automobile loue une partie de ses locaux à la nouvelle société, après les avoir équipés à ses frais. Le premier carburateur produit est le modèle D, muni d’un papillon des gaz.
La société du carburateur Zénith se lance alors dans une ambitieuse stratégie de développement à l’international, en créant des filiales sous forme de sociétés par actions contrôlant des usines produisant les carburateurs Zénith vendus dans leur pays d’implantation. La première de ces usines est construite à Berlin en 1910, suivie dès 1911 d’une usine américaine à Détroit. La filiale britannique, la Zenith Carburettor Company, fonde son usine à Londres en 1912 ; enfin, une filiale italienne est fondée à Turin en 1916. Durant les huit années suivant le lancement de la société mère, celle-ci et ses filiales voient leur bénéfice doubler chaque année. Cette opulence se traduit par la construction, en 1913, d’un portail monumental pour l’usine de Lyon, au 51 chemin Feuillat, qui s’ouvre sur une galerie métallique vitrée de style industriel conçue par l’architecte Louis Payet.

### La Première Guerre mondiale

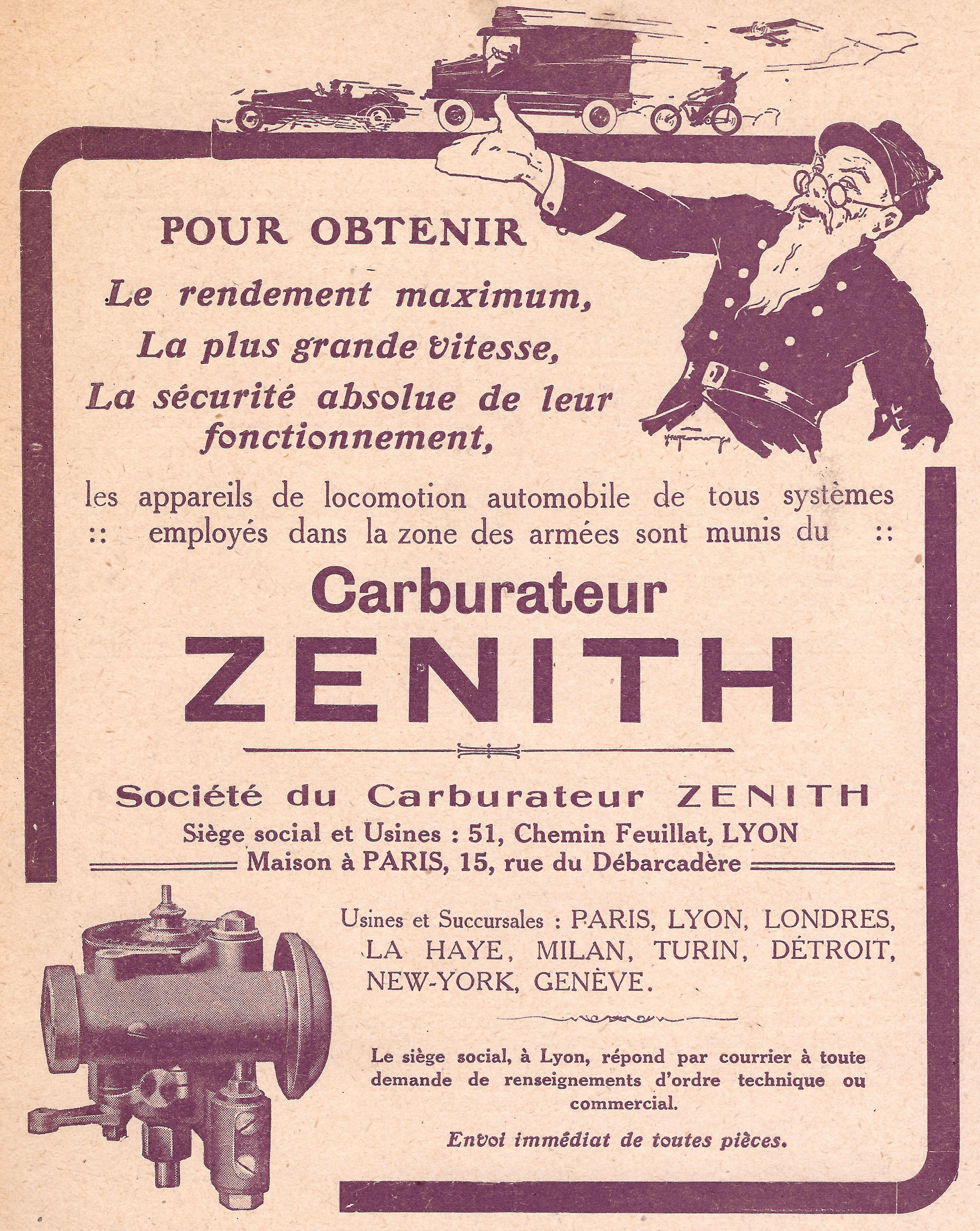
Publicité parue dans L'Illustration du 2 février 1918.

La Première Guerre mondiale entraîne la diversification de la société, qui, se lance dans la production de carburateurs destinés à l’aviation et aux véhicules militaires. Aux États-Unis, les carburateurs Zénith équipent — entre autres — les moteurs d’avions Liberty L-12. La demande militaire pousse à l’augmentation de la production, au point qu’en 1916, Zénith doit demander à Rochet-Schneider la location d’une surface supplémentaire, faisant atteindre à l’usine lyonnaise une superficie de 25 000 m2, et une longueur de façade de 350 m.
L’entreprise, qui s’était lancée dans la publicité avec la création en 1913 d’un personnage humoristique vantant les mérites des carburateurs Zénith, le « Professeur Zénith », s‘adapte à la nouvelle situation : s’il reste un scientifique affublé de lunettes et d’une longue barbe blanche, ce personnage apparaît en uniforme sur les publicités de 1914-1918.

### L’Entre-deux-guerres
La diversification se poursuit dans l’Entre-deux-guerres, où Zénith commercialise divers accessoires de carburation, tels que filtre à carburant, filtre à air, dispositifs de préchauffage, etc. La politique industrielle menée par la société du carburateur Zénith s’avère efficace, puisque ses produits équipent les gammes des principaux constructeurs automobiles français et étrangers. En 1924, la marque équipe près de la moitié des véhicules présentés au salon automobile de Lyon, la moitié restante étant partagée entre dix-neuf autres fabricants de carburateurs. En 1928, la seule usine lyonnaise produit 110 000 carburateurs par mois, celle de Détroit ayant une production équivalente ; la totalité de la gamme de Ford est équipée de carburateurs Zénith.
La publicité évolue, et le professeur Zénith est abandonné en 1920. La réclame Zénith des Années folles présente le carburateur comme participant au plaisir du conducteur. Les visuels publicitaires mettent en scène des femmes, les vacances, et des personnalités comme l’actrice Pearl White.
Pendant ce temps, les travaux de recherche et développement se poursuivent pour améliorer le rendement des moteurs et, en 1921, Zénith lance un carburateur « à triple diffuseur », destiné à permettre une meilleure homogénéité du mélange air-essence, et donc d’économiser le carburant. Le système repose sur trois diffuseurs concentriques, permettant une pulvérisation très fine de l’essence soumise à un courant d’air violent, et in fine une combustion plus complète du carburant. Néanmoins, le dispositif présente un encombrement important qui, avec son coût de production élevé, conduisent à son abandon après quelques années. Un autre progrès est réalisé en 1929 avec le carburateur Zénith modèle U, permettant d’assurer une véritable synchronisation entre le mouvement de la pédale d’accélérateur et le régime moteur. L’année qui suit voit l’introduction du carburateur inversé qui, placé au-dessus de la tuyauterie d’aspiration, permet de gagner 10 % de puissance pour la même consommation et de meilleures reprises, en laissant à la seule gravité la charge de la mise en mouvement du carburant vers le flux d’air, et en profitant d’un diffuseur plus grand permettant d’éviter les phénomènes d’étranglement à haut régime.  En 1932, un dispositif de starter est proposé, un an après celui du concurrent Solex.
En 1934, pour faire face aux effets en France de la Grande Dépression, et à la complexité croissante des carburateurs, la société du carburateur Zénith s’accorde avec l’américain Bendix Corporation (en) pour mettre en commun leurs bureaux d’études, chaque entreprise profitant de l’expérience et des recherches de l’autre. Cela conduit à la mise sur le marché à partir de 1935 des carburateurs Zénith-Stromberg.

### La Seconde Guerre mondiale et ses suites
Si la Première Guerre mondiale a été une période faste pour la société du carburateur Zénith, ce n’est pas le cas de la seconde. Pendant l’Occupation, l’entreprise survit en adaptant des modèles préexistants, et en réalisant des dispositifs d’adaptation des moteurs au fonctionnement à l’alcool, à l’acétylène ou au gazogène. Le fonctionnement ordinaire ne reprend qu’en 1946. 
Durant les années 1950, la production continue ; malgré le rachat de Rochet-Schneider par Berliet en 1959. En 1963, l’usine lyonnaise de Zénith est à son tour vendue à Berliet, et la production déménage à Troyes, dans l’usine d’une filiale, la Société Troyenne des Applications Mécaniques. En 1970, les activités automobiles de Zénith sont rachetées par l’ancien licencié allemand, la Deutsche Vergaser Gesellschaft (futur Pierburg, par la suite filiale de Rheinmetall), déjà propriétaire de Solex, qui crée la SEDEC (Société européenne de carburation). Celle-ci rachète par la suite la totalité des actifs automobiles de Zénith. Les activités dans le secteur de l’aviation poursuivent leur existence sous le nom de Zénith aéronautique, dont l’usine est installée à Roche-la-Molière depuis 1971. En 1986, celle-ci est rachetée par Intertechnique, devenue ensuite filiale de Zodiac Aerospace,,.

## Véhicules équipés de carburateurs Zénith
Tout au long du XXe siècle, de nombreux véhicules seront équipés de carburateurs produits par la société du carburateur Zénith, tant à Lyon que dans ses filiales étrangères. Parmi ceux-ci, et de façon non exhaustive, on peut compter :
- Avions Voisin : C11, C12, C14, C16 ;
- Bucciali : TAV 12 ;
- Citroën DS[17]
- Zénith 28 IF sur Renault Dauphine puis Renault 4[7] ;
- Zénith 32 IF sur Renault 6 et 12 puis Renault 5, 18, Fuego et Trafic[7] ;
- Zénith 35/40 INAT sur Peugeot 504 et 505[7], Mercedes-Benz W111.